# Zenobiella subrufescens
Zenobiella subrufescens is een slakkensoort uit de familie van de Hygromiidae. De wetenschappelijke naam van de soort is voor het eerst geldig gepubliceerd in 1822 door Miller.